# Ardaris eximia
Ardaris eximia es una especie de mariposa de la familia de los hespéridos.

## Distribución
Ardaris eximia tiene una distribución restringida a la cordillera de Mérida en Venezuela.